# نويل ريد
نويل ريد (بالإنجليزية: Noel Reid) هو لاعب اتحاد الرغبي أيرلندي، ولد في 22 مايو 1990 في دبلن في جمهورية أيرلندا.

## وصلات خارجية
- نويل ريد عل موقع إسبنسكروم (الإنجليزية)
- نويل ريد على موقع ItsRugby.co.uk (الإنجليزية)